# Álex Ortiz Cabrera
Alejandro Jesús Ortiz Cabrera (Málaga, Andalucía, 1 de octubre de 1987) más conocido como Álex Ortiz es un entrenador español. 

## Trayectoria

### Como entrenador
Comenzó su carrera como entrenador en las categorías inferiores del C.D. Lauro. 
En la temporada 2012-13, firma por el Alhaurín de la Torre CF de la Tercera División de España.
En la temporada 2013-14, se convierte en entrenador C.D. Puerto Malagueño del grupo XIII de la Liga Nacional juvenil.
En la temporada 2014-15, regresa al Alhaurín de la Torre CF para ser segundo entrenador de Lalo Pavón, además de ser director del área de Scouting y Metodología, aunque finalizó la temporada como ayudante del San Félix malagueño de División de Honor juvenil.
En la temporada 2015-16, firma por el UD San Pedro de la Tercera División de España.
De 2016 a 2018 dirigió en la Academia del Málaga CF, donde ejerció labores tanto en Juvenil Nacional como en División de Honor y en Tercera División.
En julio de 2018, se convierte en jefe de metodología del FC Viitorul Constanța de la Liga I de Rumanía.
El 18 de agosto de 2020, firma como entrenador del Polvorín Fútbol Club de la Tercera División de España.
El 11 de junio de 2022, firmó como entrenador del Vélez CF en Segunda Federación.
El 30 de noviembre de 2022, deja de ser entrenador del Vélez CF y es sustituido por el director deportivo Magnus Pehrsson.

## Clubes

### Como entrenador
| Club                                               | País          | Año                 |
| -------------------------------------------------- | ------------- | ------------------- |
| Alhaurín de la Torre CF                            | España        | 2012-2013           |
| UD San Pedro                                       | España        | 2015-2016           |
| Málaga CF (Fútbol base)                            | España        | 2016-2018           |
| FC Viitorul Constanța (Jefe de Metodología) Lugo B | RumaníaEspaña | 2018-2019 2019-2020 |
| Polvorín Fútbol Club                               | España        | 2020-2022           |
| Vélez CF                                           | España        | 2022                |